# KH-R
KH-R（長谷川 晃一郎、はせがわ こういちろう）は、日本の編曲家、作曲家、音楽プロデューサー、プロボイストレーナー、ボーカルアナリスト、ボーカルカウンセラー、DJ。株式会社アウトリガー エンタテインメント代表取締役社長。

## 概要
制作ジャンルは、オールジャンルとリミックス。「KH-R」「KH-R Jr」「DJ.K.HASEGAWA」「KOICHIRO HASEGAWA」の名義があり、制作ジャンルにより使い分け活動。日本工学院特別講師。クリスチャン・ディオール等の日本で開催されるファッションイベントのメインDJ。
趣味は、釣り、バイク、ゲーム、映画。

## 主な作品
- Ariella（アリエラ）（総合プロデュース）
- LuI（ルイ）（総合プロデュース）
- 前田彩里（総合プロデュース）
- 水月桃子（音楽プロデュース）
- USA☆USA少女倶楽部（音楽プロデュース）
- DJ SINGER KOTONA（音楽プロデュース）
- AI
- 愛内里菜
  - 『恋はスリル、ショック、サスペンス〜KH-R Jr STARLIGHT MIX Ver.S〜」
- Iceman（コンピレーション・アルバム）
- 宇多田ヒカル
- OLIVIA
- コタニキンヤ（コンピレーション・アルバム）
- ザ・ピーナッツ
- T.M.Revolution（コンピレーション・アルバム）
- ジョージ・ベンソン
- ダナ・インターナショナル
- 名取香り
- 宮本駿一
- モーニング娘。
  - 『LOVEマシーン』リミックス
  - 『恋のダンスサイト』リミックス
- ドラゴンボール
  - 魔訶不思議アドベンチャー!　Re-Arrange
  - CHA-LA HEAD-CHA-LA　Re-Arrange
- 宇宙戦艦ヤマト　メインテーマ　Re-Arrange
- 笑う犬の冒険（フジテレビ）OP　ショッキング・ブルー『ヴィーナス KH-R REMIX』
- アルジェントソーマ（テレビ東京）作曲、編曲
- D・N・ANGEL（テレビ東京）「クラッド」のイメージソング制作
- FIRESTORM（テレビ東京）
- 銀牙伝説WEED CM楽曲制作・プロデュース
- ハローキティとまほうのエプロン リズムクッキング♪（ニンテンドー3DS）

等